# کوه گورتن
کوه گورتن (به لاتین: Gurten) یک کوه در سوئیس است که در کانتون برن واقع شده‌است. کوه گورتن ۸۵۸ متر بالاتر از سطح دریا واقع شده‌است.